# Campeonato Europeu de Futebol de 2008/Grupo C
O Grupo C do Campeonato Europeu de Futebol de 2008 é um dos quatro grupos de nações concorrentes ao UEFA Euro 2008.

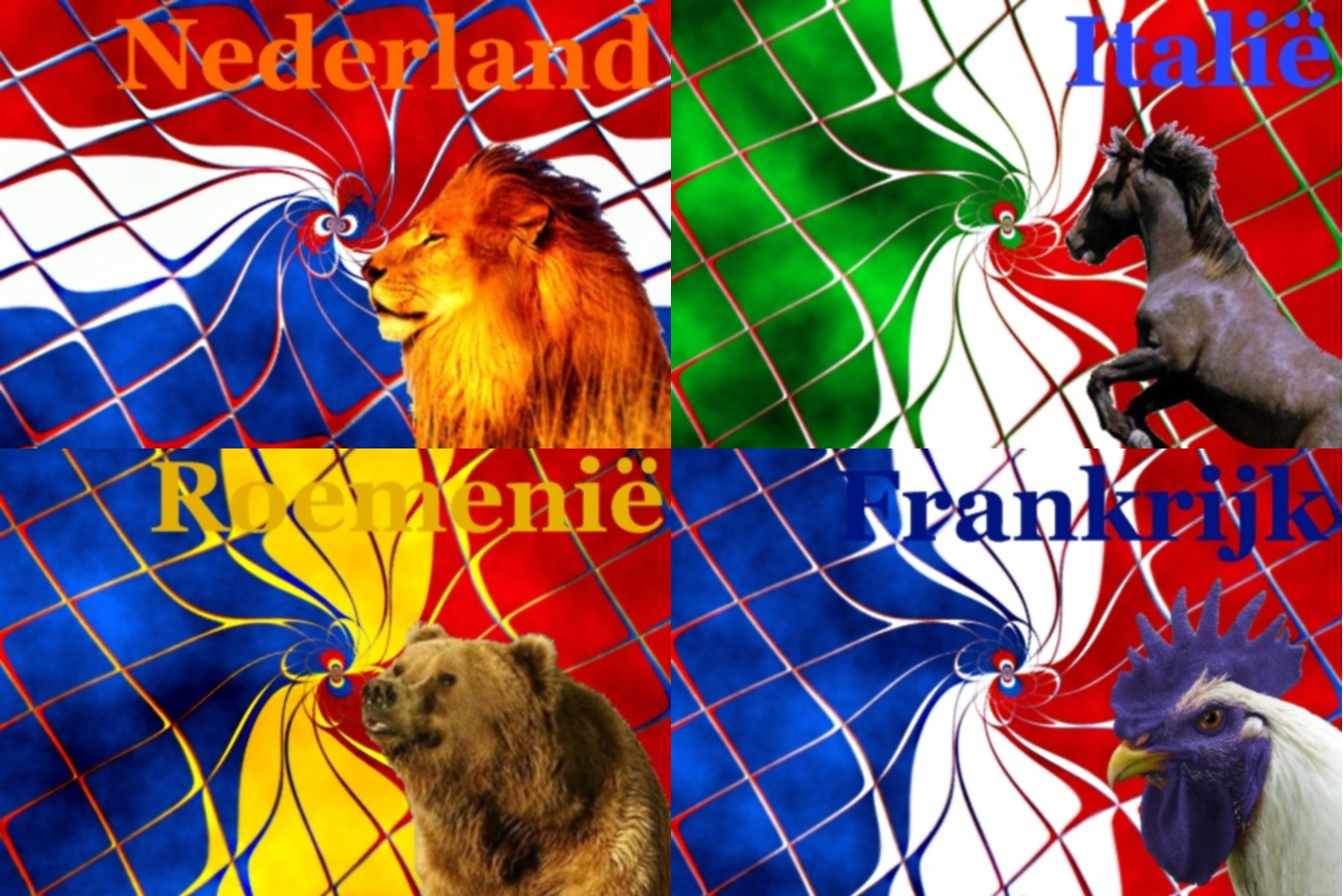
Grafismo alusivo às selecções do Grupo C

A primeira das três rondas de jogos teve lugar no dia 9 de Junho, e terminaram a 17 de Junho.
Todos os seis jogos grupo foram jogados na Suíça, em Zurique e Berna.
O grupo é composto pelos finalistas da Copa do Mundo FIFA 2006 (Itália e França) bem como a Holanda e Roménia.
No momento do sorteio estas selecções estavam classificadas no ranking em 1º, 2º, 4º e 8º lugares, e, como tal, o grupo foi apelidado como o "grupo da morte".
A Holanda foi a primeira equipa a qualificar-se para os quartos-de-final do Grupo C. No seu primeiro jogo, bateram os campeões mundiais, Itália, por 3-0. Em seguida, no seu segundo jogo, venceram o vice-campeões do Campeonato do Mundo de 2006, França, por 4-1. Isto deixou a selecção francesa numa posição difícil, pois já tinha empatado com a Roménia no jogo inaugural do grupo. Roménia que também conseguiu um empate contra a Itália na sua segunda partida, deixando-os em segundo lugar para a ronda final.
No entanto foi a Itália que terminou como o segundo classificado, depois de bater França por 2-0 no seu último jogo. Devido à vitória italiana, a Roménia teria que vencer a Holanda para se qualificar para os quartos, mas acabou por perder por 2-0.
| Pos | Equipe        | Pts | J | V | E | D | GP | GC | SG | Classificado          |
| --- | ------------- | --- | - | - | - | - | -- | -- | -- | --------------------- |
| 1   | Países Baixos | 9   | 3 | 3 | 0 | 0 | 9  | 1  | +8 | Equipes classificadas |
| 2   | Itália        | 4   | 3 | 1 | 1 | 1 | 3  | 4  | −1 | Equipes classificadas |
| 3   | Romênia       | 2   | 3 | 0 | 2 | 1 | 1  | 3  | −2 | Eliminado             |
| 4   | França        | 1   | 3 | 0 | 1 | 2 | 1  | 6  | −5 | Eliminado             |

## Roménia vs França
| 9 de Junho de 2008 18:00 | Roménia | 0 - 0     | França | Estádio Letzigrund, Zurique Público: Árbitro: Manuel Mejuto González |
|                          |         | Relatório |        |                                                                      |

| ROMÉNIA:       |    |                    |     |       |
|                |    |                    |     |       |
| GK             | 1  | Bogdan Lobonţ      |     |       |
| RB             | 2  | Cosmin Contra      | 40' |       |
| CB             | 4  | Gabriel Tamaş      |     |       |
| CB             | 15 | Dorin Goian        | 43' |       |
| LB             | 3  | Răzvan Raţ         |     |       |
| RM             | 11 | Răzvan Cociş       |     | 64'   |
| CM             | 6  | Mirel Rădoi        |     | 90+3' |
| LM             | 5  | Cristian Chivu (c) |     |       |
| RF             | 16 | Bănel Nicoliţă     |     |       |
| CF             | 21 | Daniel Niculae     | 27' |       |
| LF             | 10 | Adrian Mutu        |     | 78'   |
| Substituições: |    |                    |     |       |
| MF             | 8  | Paul Codrea        |     | 64'   |
| FW             | 18 | Marius Niculae     |     | 78'   |
| MF             | 20 | Nicolae Dică       |     | 90+3' |
| seleccionador: |    |                    |     |       |
| Victor Piţurcă |    |                    |     |       |

| FRANÇA:          |    |                   |     |     |
|                  |    |                   |     |     |
| GK               | 23 | Grégory Coupet    |     |     |
| RB               | 19 | Willy Sagnol      | 51' |     |
| CB               | 15 | Lilian Thuram (c) |     |     |
| CB               | 5  | William Gallas    |     |     |
| LB               | 3  | Éric Abidal       |     |     |
| CM               | 20 | Jérémy Toulalan   |     |     |
| CM               | 6  | Claude Makélélé   |     |     |
| RW               | 22 | Franck Ribéry     |     |     |
| LW               | 7  | Florent Malouda   |     |     |
| CF               | 8  | Nicolas Anelka    |     | 72' |
| CF               | 9  | Karim Benzema     |     | 78' |
| Substituições:   |    |                   |     |     |
| FW               | 18 | Bafétimbi Gomis   |     | 72' |
| MF               | 11 | Samir Nasri       |     | 78' |
| Seleccionador:   |    |                   |     |     |
| Raymond Domenech |    |                   |     |     |

| Homem do jogo: Claude Makélélé Árbitros assistentes: Juan Carlos Juste Jiménez Jesús Calvo Guadamuro Quarto árbitro: Olegário Benquerença |

## Países Baixos vs Itália

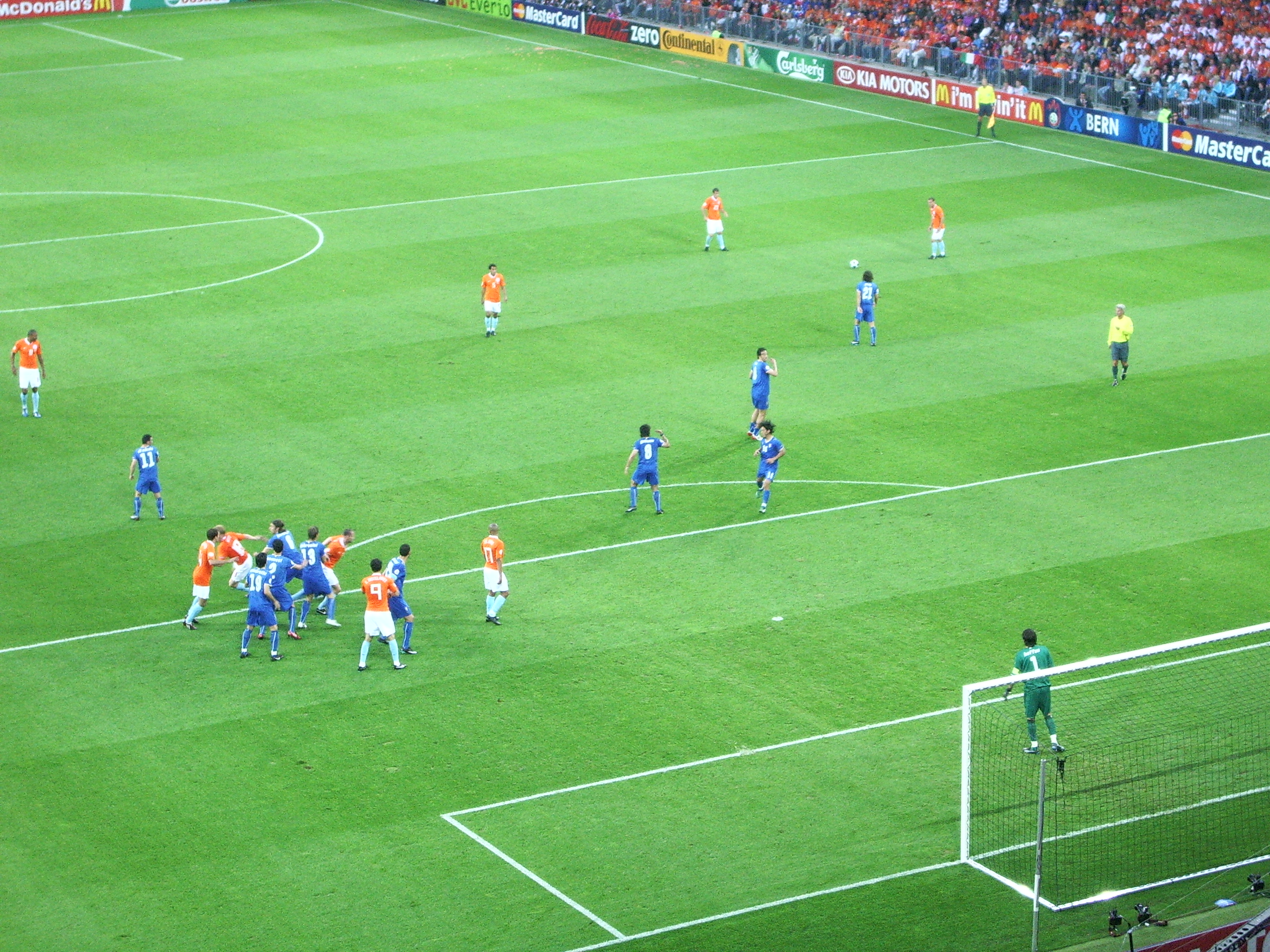
Lance do jogo Holanda vs Itália, 9/6/2008

| 9 de Junho de 2008 20:45 | Países Baixos                                           | 3 - 0     | Itália | Stade de Suisse, Wankdorf, Berna Público: Árbitro: Peter Fröjdfeldt |
|                          | van Nistelrooy 26' · Sneijder 31' · van Bronckhorst 79' | Relatório |        |                                                                     |

| PAÍSES BAIXOS:   |    |                          |     |     |
|                  |    |                          |     |     |
| GK               | 1  | Edwin van der Sar (c)    |     |     |
| RB               | 2  | Andre Ooijer             |     |     |
| CB               | 21 | Khalid Boulahrouz        |     | 77' |
| CB               | 4  | Joris Mathijsen          |     |     |
| LB               | 5  | Giovanni van Bronckhorst |     |     |
| DM               | 17 | Nigel de Jong            | 58' |     |
| DM               | 8  | Orlando Engelaar         |     |     |
| RW               | 18 | Dirk Kuyt                |     | 81' |
| AM               | 23 | Rafael van der Vaart     |     |     |
| LW               | 10 | Wesley Sneijder          |     |     |
| CF               | 9  | Ruud van Nistelrooy      |     | 70' |
| Substituições:   |    |                          |     |     |
| FW               | 7  | Robin van Persie         |     | 70' |
| DF               | 3  | John Heitinga            |     | 77' |
| MF               | 20 | Ibrahim Afellay          |     | 81' |
| Seleccionador:   |    |                          |     |     |
| Marco van Basten |    |                          |     |     |

| ITÁLIA:          |    |                      |     |     |
|                  |    |                      |     |     |
| GK               | 1  | Gianluigi Buffon (c) |     |     |
| RB               | 2  | Christian Panucci    |     |     |
| CB               | 6  | Andrea Barzagli      |     |     |
| CB               | 23 | Marco Materazzi      |     | 54' |
| LB               | 19 | Gianluca Zambrotta   | 35' |     |
| CM               | 13 | Massimo Ambrosini    |     |     |
| CM               | 21 | Andrea Pirlo         |     |     |
| CM               | 8  | Gennaro Gattuso      | 51' |     |
| RF               | 16 | Mauro Camoranesi     |     | 75' |
| CF               | 9  | Luca Toni            | 27' |     |
| LF               | 11 | Antonio Di Natale    |     | 64' |
| Substituições:   |    |                      |     |     |
| DF               | 3  | Fabio Grosso         |     | 54' |
| FW               | 7  | Alessandro Del Piero |     | 64' |
| FW               | 18 | Antonio Cassano      |     | 75' |
| Seleccionador:   |    |                      |     |     |
| Roberto Donadoni |    |                      |     |     |

| Homem do jogo: Wesley Sneijder Árbitros assistentes: Stefan Wittberg Henrik Andrén Quarto árbitro: Damir Skomina |

## Itália vs Roménia
| 13 de Junho de 2008 18:00 | Itália      | 1 - 1     | Romênia  | Estádio Letzigrund, Zurique Público: Árbitro: Tom Henning Øvrebø |
|                           | Panucci 56' | Relatório | Mutu 55' |                                                                  |

| ITÁLIA:          |    |                          |       |     |
|                  |    |                          |       |     |
| GK               | 1  | Gianluigi Buffon         |       |     |
| RB               | 19 | Gianluca Zambrotta       |       |     |
| CB               | 2  | Christian Panucci        |       |     |
| CB               | 4  | Giorgio Chiellini        |       |     |
| LB               | 3  | Fabio Grosso             |       |     |
| DM               | 21 | Andrea Pirlo             | 61'   |     |
| DM               | 10 | Daniele De Rossi         | 90+2' |     |
| RW               | 16 | Mauro Camoranesi         |       | 85' |
| AM               | 20 | Simone Perrotta          |       | 57' |
| LW               | 7  | Alessandro Del Piero (c) |       | 77' |
| CF               | 9  | Luca Toni                |       |     |
| Substituições:   |    |                          |       |     |
| FW               | 18 | Antonio Cassano          |       | 57' |
| FW               | 15 | Fabio Quagliarella       |       | 77' |
| MF               | 13 | Massimo Ambrosini        |       | 85' |
| Seleccionador:   |    |                          |       |     |
| Roberto Donadoni |    |                          |       |     |

| ROMÉNIA:       |    |                    |     |     |
|                |    |                    |     |     |
| GK             | 1  | Bogdan Lobonţ      |     |     |
| RB             | 2  | Cosmin Contra      |     |     |
| CB             | 4  | Gabriel Tamaş      |     |     |
| CB             | 15 | Dorin Goian        | 73' |     |
| LB             | 3  | Răzvan Raţ         |     |     |
| DM             | 6  | Mirel Rădoi        |     | 25' |
| RM             | 7  | Florentin Petre    |     | 60' |
| CM             | 8  | Paul Codrea        |     |     |
| LM             | 5  | Cristian Chivu (c) | 58' |     |
| SS             | 10 | Adrian Mutu        | 43' | 88' |
| CF             | 21 | Daniel Niculae     |     |     |
| Substituições: |    |                    |     |     |
| MF             | 20 | Nicolae Dică       |     | 25' |
| MF             | 16 | Bănel Nicoliţă     |     | 60' |
| MF             | 11 | Răzvan Cociş       |     | 88' |
| Seleccionador: |    |                    |     |     |
| Victor Piţurcă |    |                    |     |     |

| Homem do jogo: Andrea Pirlo Árbitros assistentes: Geir Åge Holen Jan Petter Randen Quarto árbitro: Ivan Bebek |

## Países Baixos vs França
| 13 de Junho de 2008 20:45 | Países Baixos                                          | 4 - 1     | França    | Stade de Suisse, Wankdorf, Berna Público: Árbitro: |
|                           | Kuyt 9' · van Persie 59' · Robben 72' · Sneijder 90+2' | Relatório | Henry 71' |                                                    |

| PAÍSES BAIXOS:   |    |                          |     |     |
|                  |    |                          |     |     |
| GK               | 1  | Edwin van der Sar (c)    |     |     |
| RB               | 21 | Khalid Boulahrouz        |     |     |
| CB               | 2  | Andre Ooijer             | 51' |     |
| CB               | 4  | Joris Mathijsen          |     |     |
| LB               | 5  | Giovanni van Bronckhorst |     |     |
| DM               | 17 | Nigel de Jong            |     |     |
| DM               | 8  | Orlando Engelaar         |     | 46' |
| RW               | 18 | Dirk Kuyt                |     | 55' |
| AM               | 23 | Rafael van der Vaart     |     | 78' |
| LW               | 10 | Wesley Sneijder          |     |     |
| CF               | 9  | Ruud van Nistelrooy      |     |     |
| Substituições:   |    |                          |     |     |
| MF               | 11 | Arjen Robben             |     | 46' |
| FW               | 7  | Robin van Persie         |     | 55' |
| DF               | 14 | Wilfred Bouma            |     | 78' |
| Seleccionador:   |    |                          |     |     |
| Marco van Basten |    |                          |     |     |

| FRANÇA:          |    |                   |     |     |
|                  |    |                   |     |     |
| GK               | 23 | Grégory Coupet    |     |     |
| RB               | 19 | Willy Sagnol      |     |     |
| CB               | 15 | Lilian Thuram (c) |     |     |
| CB               | 5  | William Gallas    |     |     |
| LB               | 13 | Patrice Evra      |     |     |
| CM               | 20 | Jérémy Toulalan   | 82' |     |
| CM               | 6  | Claude Makélélé   | 32' |     |
| RW               | 10 | Sidney Govou      |     | 75' |
| LW               | 7  | Florent Malouda   |     | 60' |
| SS               | 22 | Franck Ribéry     |     |     |
| CF               | 12 | Thierry Henry     |     |     |
| Substituições:   |    |                   |     |     |
| FW               | 18 | Bafétimbi Gomis   |     | 60' |
| FW               | 8  | Nicolas Anelka    |     | 75' |
| Seleccionador:   |    |                   |     |     |
| Raymond Domenech |    |                   |     |     |

| Homem do jogo: Wesley Sneijder Árbitros assistentes: Carsten Kadach Volker Wezel Quarto árbitro: Grzegorz Gilewski |

## Países Baixos vs Roménia
| 17 de Junho de 2008 20:45 | Países Baixos                  | 2 - 0     | Romênia | Stade de Suisse, Wankdorf, Berna Público: Árbitro: Massimo Busacca |
|                           | Huntelaar 54' · van Persie 87' | Relatório |         |                                                                    |

| Países Baixos:   |    |                            |  |     |
|                  |    |                            |  |     |
| GK               | 16 | Maarten Stekelenburg       |  |     |
| RB               | 21 | Khalid Boulahrouz          |  | 58' |
| CB               | 3  | John Heitinga (c)          |  |     |
| CB               | 14 | Wilfred Bouma              |  |     |
| LB               | 15 | Tim de Cler                |  |     |
| DM               | 6  | Demy de Zeeuw              |  |     |
| DM               | 8  | Orlando Engelaar           |  |     |
| RW               | 20 | Ibrahim Afellay            |  |     |
| AM               | 7  | Robin van Persie           |  |     |
| LW               | 11 | Arjen Robben               |  | 61' |
| CF               | 19 | Klaas-Jan Huntelaar        |  | 83' |
| Substituições:   |    |                            |  |     |
| DF               | 12 | Mario Melchiot             |  | 58' |
| FW               | 18 | Dirk Kuyt                  |  | 61' |
| FW               | 22 | Jan Vennegoor of Hesselink |  | 83' |
| Seleccionador:   |    |                            |  |     |
| Marco van Basten |    |                            |  |     |

| Roménia:       |    |                    |     |     |
|                |    |                    |     |     |
| GK             | 1  | Bogdan Lobonţ      |     |     |
| RB             | 2  | Cosmin Contra      |     |     |
| CB             | 4  | Gabriel Tamaş      |     |     |
| CB             | 14 | Sorin Ghionea      |     |     |
| LB             | 3  | Răzvan Raţ         |     |     |
| DM             | 8  | Paul Codrea        |     | 72' |
| RM             | 11 | Răzvan Cociş       |     |     |
| LM             | 5  | Cristian Chivu (c) | 78' |     |
| RW             | 16 | Bănel Nicoliţă     |     | 82' |
| LW             | 10 | Adrian Mutu        |     |     |
| CF             | 18 | Marius Niculae     |     | 59' |
| Substituições: |    |                    |     |     |
| FW             | 21 | Daniel Niculae     |     | 59' |
| MF             | 20 | Nicolae Dică       |     | 72' |
| MF             | 7  | Florentin Petre    |     | 82' |
| Seleccionador: |    |                    |     |     |
| Victor Piţurcă |    |                    |     |     |

| Homem do jogo: Robin van Persie Árbitros Assistentes: Matthias Arnet Stéphane Cuhat 4º Árbitro: Craig Thomson |

## França vs Itália
| 17 de Junho de 2008 20:45 | França | 0 - 2     | Itália                          | Estádio Letzigrund, Zurique Público: Árbitro: Ľuboš Micheľ |
|                           |        | Relatório | Pirlo 25' (pen.) · De Rossi 62' |                                                            |

| FRANÇA:          |    |                     |     |     |     |
|                  |    |                     |     |     |     |
| GK               | 23 | Grégory Coupet      |     |     |     |
| RB               | 14 | François Clerc      |     |     |     |
| CB               | 5  | William Gallas      |     |     |     |
| CB               | 3  | Éric Abidal         | 24' |     |     |
| LB               | 13 | Patrice Evra        | 18' |     |     |
| CM               | 20 | Jérémy Toulalan     |     |     |     |
| CM               | 6  | Claude Makélélé     |     |     |     |
| RW               | 10 | Sidney Govou        | 47' | 66' |     |
| LW               | 22 | Franck Ribéry       |     | 10' |     |
| CF               | 9  | Karim Benzema       |     |     |     |
| CF               | 12 | Thierry Henry (c)   | 85' |     |     |
| Substituições:   |    |                     |     |     |     |
| MF               | 11 | Samir Nasri         |     | 10' | 26' |
| DF               | 2  | Jean-Alain Boumsong | 72' |     | 26' |
| FW               | 8  | Nicolas Anelka      |     | 66' |     |
| Seleccionador:   |    |                     |     |     |     |
| Raymond Domenech |    |                     |     |     |     |

| ITÁLIA:          |    |                      |       |     |
|                  |    |                      |       |     |
| GK               | 1  | Gianluigi Buffon (c) |       |     |
| RB               | 19 | Gianluca Zambrotta   |       |     |
| CB               | 2  | Christian Panucci    |       |     |
| CB               | 4  | Giorgio Chiellini    | 45+4' |     |
| LB               | 3  | Fabio Grosso         |       |     |
| CM               | 21 | Andrea Pirlo         | 44'   | 55' |
| CM               | 10 | Daniele De Rossi     |       |     |
| CM               | 8  | Gennaro Gattuso      | 54'   | 82' |
| AM               | 20 | Simone Perrotta      |       | 64' |
| CF               | 9  | Luca Toni            |       |     |
| CF               | 18 | Antonio Cassano      |       |     |
| Substituições:   |    |                      |       |     |
| MF               | 13 | Massimo Ambrosini    |       | 55' |
| MF               | 16 | Mauro Camoranesi     |       | 64' |
| MF               | 22 | Alberto Aquilani     |       | 82' |
| Seleccionador:   |    |                      |       |     |
| Roberto Donadoni |    |                      |       |     |

| Homem do jogo: Daniele De Rossi Árbitros assistentes: Roman Slyško Martin Balko 4º Árbitro: Viktor Kassai |